# Malyschew-Werk
Das Malyschew-Werk (ukrainisch Завод ім. В. О. Малишева, dt. Transkription: Sawod im. W. O. Malyschewa, russisch Завод имени Малышева) ist ein Maschinenbau- und Rüstungsbetrieb in der ukrainischen Stadt Charkiw. Es wurde 1957 nach Wjatscheslaw Alexandrowitsch Malyschew benannt. 

## Geschichte
Die Fabrik wurde im Jahr 1895 als Charkower Lokomotivwerk (russisch Харьковский паровозостроительный завод, kurz ХПЗ, im Deutschen auch Lokomotivfabrik Charkow) gegründet. Im Jahr 1928 wurde sie in Charkower Lokomotivwerk namens Komintern (russisch meist kurz als ХПЗ имени Коминтерна bezeichnet) umbenannt. Wichtige Lokomotiven dieser Zeit waren die SŽD-Baureihe Су und die SŽD-Baureihe СО.   
Im Jahr 1936 wurde die Fabrik als Rüstungsbetrieb in Maschinenbauwerk Nr. 183 (Sawod No. 183) umbenannt. Das Werk baute 1940 die ersten 117 Vorserienfahrzeuge des von Michail Iljitsch Koschkin entwickelten mittleren Panzers T-34.  
Der Beginn des Unternehmen Barbarossa im Juni 1941, dem deutschen Überfall auf die Sowjetunion, sowie der schnelle Vorstoß der deutschen Truppen im Sommer und Herbst des Jahres 1941 zwang die Sowjetunion, die überwiegend im westlichen Teil des Landes angesiedelten Rüstungsbetriebe vor den weiter vorstoßenden deutschen Truppen in Sicherheit zu bringen. Allein in den ersten vier Monaten des Krieges wurden 18 Millionen Menschen und 2.500 Fabriken ostwärts in den asiatischen Teil des Landes evakuiert. Das Maschinenbauwerk Nr. 183 wurde nach Nischni Tagil in den Ural verlagert. Nach einer Zusammenlegung mit dem Werk von Uralwagonsawod entstand dort die Uraler Panzerfabrik Nr. 183. Es wurden von dort über 30.000 T-34 ausgeliefert.
Das Werk in Charkiw wurden nach dem Zweiten Weltkrieg wieder aufgebaut. Ab 1947 wurden breitspurige Diesellokomotiven der SŽD-Baureihe ТЭ1 in Charkiw hergestellt. Erst seit 1957 ist das Werk nach Wjatscheslaw Malyschew benannt. 
Ende der 1950er-Jahre wurde unter der Leitung von Alexander Alexandrowitsch Morosow der Kampfpanzer T-64 entwickelt, der ebenso wie seine Nachfolger in großen Stückzahlen gefertigt wurde. Die Lokomotivfertigung wurde dagegen 1969 eingestellt.
Seit 2012 gehört das Werk zum staatlichen ukrainischen Rüstungskonzern Ukroboronprom. 
Im Zuge des russischen Überfalls wurden nach ukrainischen Angaben Teile des Werks am 7. März 2022 durch Artilleriebeschuss zerstört.

## Produkte
Das Werk ist ein bedeutender Maschinenbau- und Rüstungsbetrieb. Neben zahlreichen Baumustern von Lokomotiven wie den SŽD-Baureihen ТЭ3 und ТЭ10, Traktoren und Panzern wie dem T-64, dem T-80UD und T-84 produzierte das Werk auch das Schneefahrzeug Charkowtschanka.